# トイレボール
トイレボールは、トイレにて使用される芳香剤または洗浄剤の一種で、別名便所ボールとも呼ばれる。

## 概要
トイレボールの代表的なものはパラジクロロベンゼンが主成分の球体の薬剤で、蛍光ピンク、蛍光イエロー、蛍光グリーンなどの色がある。この薬剤は、パラジクロロベンゼンの他に香料や洗浄剤などが入っており、防臭や消臭の役目を果たす。トイレの壁につるされるもの、男性用小便器に直接投入されるものがある。
最近では、パラジクロロベンゼンの有毒性から排除の動きが活発になっていたり、尿が流れやすい便器が普及するなどの理由で、蛍光のボールは見かけることが少なくなってきている。また、刺激臭を不快に感じる消費者も少なくない。ただし、パラジクロロベンゼンは誤飲などを行わない限り、消臭剤としての使用の範囲ではヒトへの健康被害の根拠は示されておらず、空気中では数ヶ月間で無害化されるため、閉鎖的なトイレで極端な吸引をしなければ危険性は少ない。ただし、化学物質過敏症、シックハウス症候群を誘発するリスクがあり、それらに警鐘を鳴らしている消費者団体も多く、メーカー側も十分な換気を呼びかけている。